# Stráž nad Nisou
Stráž nad Nisou é uma comuna checa localizada na região de Liberec, distrito de Liberec‎.